# السلام والرياضة
السلام والرياضة (بالإنجليزية: Peace and Sport)‏ وهي منظمة محايدة ومستقلة مقرها في إمارة موناكو وتحت رعاية الأمير ألبرت الثاني أمير موناكو.
أصبح لاعب كرة القدم الإيفواري ديدييه دروغبا نائبًا لرئيس المنظمة بعد اعتزاله كرة القدم الاحترافية أواخر عام 2018.
حصل لاعب كرة القدم الأرجنتيني ليونيل ميسي على جائزة أبطال السلام من منظمة السلام والرياضة.